# Régions pétrolifères en Europe
 (octobre 2021).
Si vous disposez d'ouvrages ou d'articles de référence ou si vous connaissez des sites web de qualité traitant du thème abordé ici, merci de compléter l'article en donnant les références utiles à sa vérifiabilité et en les liant à la section « Notes et références ».

Régions pétrolières en Europe
(hors domaines ultramarins).

Les régions pétrolifères en Europe sont peu nombreuses et se concentrent principalement en Norvège, au Royaume-Uni et aux Pays-Bas. Dans le reste de l'Europe, les ressources sont limitées et négligeables d'un point de vue global. La plupart des pays européens subviennent à moins de 5 % de leur consommation.

## États hors de l'Union européenne

### Biélorussie
La Biélorussie possède de petits gisements, presque épuisés, dans la région de Pripiat.

### Norvège: principal producteur européen
Principal producteur européen, la Norvège possède un productible ultime d'environ 35 Gbbl de pétrole, dont 21 ont déjà été extraits. La production a commencé dans les années 1960, grimpé progressivement jusqu'à un record de 3,4 Mbbl/j en 2001 et décliné depuis. La chute s'est accélérée depuis 2005. Longtemps troisième exportateur mondial, le pays a reculé à la cinquième place en 2006. Presque tous les grands gisements de pétrole sont en déclin, et aucun nouveau de grande taille n'est en développement (mais deux de gaz).
 (juin 2019).
Pour le gaz naturel par contre, le pays est encore bien loin d'avoir atteint son pic de production. 2 770 Bcf ont été produits en 2004, soit 1.3 Mbep/j. le gisement « Troll » (mer du Nord) représente le tiers de la production. D'ici 2010, avec l'arrivée d'Ormen Lange, Kristin et Snohvit, le pays devrait exporter 2 Mbep/j de gaz, mais ce niveau ne sera probablement plus beaucoup augmenté ensuite (les nouveaux gisements servant à maintenir les gazoducs existants pleins plus longtemps). Le gaz exporté par la Norvège répond à 14 % de la demande de l'Union européenne.
La principale zone productrice est le secteur norvégien de la mer du Nord, le hasard ayant fait que la ligne médiane des côtes coupe les ressources en pétrole de cette mer presque exactement à parts égales avec le Royaume-Uni. Les grands gisements sont maintenant en déclin plus ou moins avancé. Ekofisk, à la pointe sud des eaux norvégiennes, fut le premier gisement du pays en production et pourrait être l'un des derniers. La mer du Nord a produit 90 % du pétrole norvégien jusqu'ici, et contient 80 % des réserves prouvées.
La mer de Norvège contient principalement du gaz naturel, même si on y trouve aussi quelques grands gisements pétroliers, dont les principaux sont Draugen et Heidrun. Un géant gazier de plus de 2 Gbep en offshore profond, Ormen Lange, est en développement et sa production sera exportée vers la Grande-Bretagne. De nouveaux blocs relativement prometteurs, notamment autour des îles Lofoten, ont été ouverts à l'exploration.
La mer de Barents n'a, elle, donné pratiquement que du gaz, notamment dans le gisement Snøhvit (« Blanche-Neige ») qui alimentera bientôt un terminal d'exportation de gaz naturel liquéfié. Cette mer est encore relativement peu explorée, et le conflit frontalier avec la Russie a été résolu, facilitant l'exploration du secteur auparavant disputé.

### Royaume-Uni
Le Royaume-Uni possède plusieurs provinces productrices d'hydrocarbures qui faisait de lui le premier producteur de l'Union européenne quand le pays était un état membre : 
- la mer du Nord méridionale, partagée avec les Pays-Bas, fut la première région à être explorée, à la suite de la découverte de Groningen aux Pays-Bas. Cette région contient principalement du gaz. Le premier gisement de gaz y a été trouvé en 1965. Cette région est aujourd'hui sévèrement épuisée dans son ensemble, même si on y découvre encore de petits gisements ;
- plus au nord, le Viking Graben et la région de Tampen sont les principales sources de pétrole du pays. Il s'agit d'une région pétrolière et gazière d'importance mondiale, mais qui a franchi le pic de production. Les ressources sont partagées presque à égalité avec la Norvège. Une poignée de gisements géants (Brent, Ninian, Piper, Forties) de cette zone créèrent un véritable boom de la production dans les années 1980 ;
- la Mer d'Irlande offre des réserves de gaz ;
- la « Marge Atlantique » (à l'ouest des Shetland) est une région pétrolière plus récente. Deux gisements de cette région, Foinaven et Schiehallion, comptent parmi le plus gros producteurs britanniques ;
- de petites réserves onshore se trouvent au sud et à l'est de l'Angleterre.

Le Royaume-Uni fut un temps un important contributeur à la hausse mondiale de la production (plus de 2,5 Mbep/j de production supplémentaire entre 1975 et 1985), qui contribua à faire baisser les prix à cette époque. Le pic pétrolier fut enregistré en 1999 à 2,9 Mbep/j (tous liquides). Depuis, la production a diminué de plus de 40 %. Les techniques d'exploitation très modernes appliquées dans les gisements britanniques ont certes quelque peu amélioré les taux de récupération, mais ont surtout abouti à des déclins très abrupts de production. Comme dans d'autres pays, les grands gisements constituèrent l'essentiel de la production dans un premier temps, et après leur déclin ils furent assistés par nombre de gisements moindres (souvent rattachés comme « satellites » aux plateformes) qui s'épuisèrent cependant encore plus vite. Huitième producteur mondial de pétrole en 1999, le Royaume-Uni devrait se situer entre le 15e et le 20e rang en 2006. Le gisement Buzzard permettra un léger rebond en 2007.
La production de gaz a évolué de façon parallèle : commencée dans les années 1960 dans le sud de la mer du Nord, elle atteint un pic en 2000, (à 1,75 Mbep/j) et connait depuis un déclin qui s'accélère. Selon le dernier (février 2007) rapport annuel de l'UKOOA, la production en 2010 sera au mieux de 170 Mm3 par jour, soit presque 45 % de moins qu'en 2000. Dans l'urgence, le Royaume-Uni développe les moyens d'importations (langeled, gaz naturel liquéfié), cherche à économiser l'énergie, développe les énergies renouvelables et se prépare à relancer la filière de l'énergie nucléaire. La production de pétrole et de gaz du pays sera à peu près terminée vers 2020-2025, et ne constituera finalement qu'un petit chapitre de l'histoire du pays.

### Ukraine
L'Ukraine produit environ 80 kbbl/j, chiffre quasiment stable depuis une quinzaine d'années, principalement dans la région de Donetsk[Quand ?]. Le pic de production a été atteint en 1970 et le pays est globalement mature en termes d'exploration. Un gisement important a été découvert en 2002 sur l'île des Serpents en mer Noire, mais la zone est disputée avec la Roumanie devant la Cour internationale de justice. Le pays a accordé des concessions d'exploration offshore en Mer Noire.

## États membres de l'Union européenne

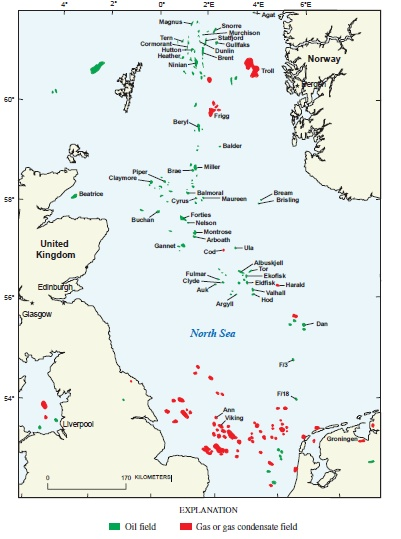
Gisements de pétrole (en vert) et de gaz naturel (en rouge) en Mer du Nord.

### Allemagne

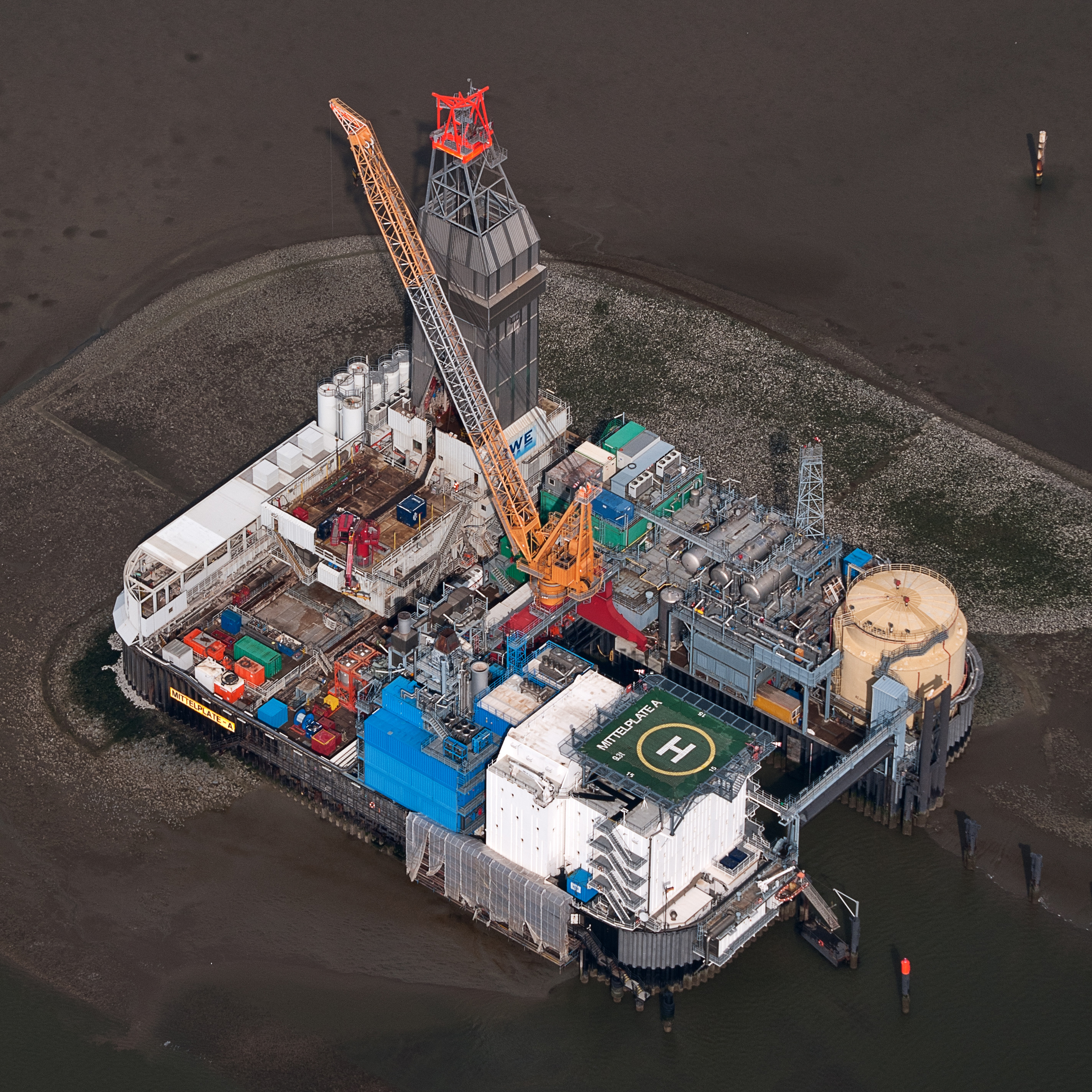
Puits du champ pétrolifère allemand de Mittelplate, le plus grand d'Allemagne, en Mer du nord.

Les ressources allemandes sont concentrées dans le nord-ouest du pays, et connectées géologiquement à celles des Pays-Bas. La production de pétrole (68 kbbl/j), comme du gaz, est en déclin. Le pays ne subvient plus qu'à 15 % de sa consommation de gaz (qui est la troisième du monde). La production est concentrée en Basse-Saxe (Niedersachsen). Il existe des réserves offshore, limitées, dans le secteur allemand de la Mer du Nord, dont un seul gisement est actuellement exploité.

### Autriche
L'Autriche possède des gisements importants, mais en diminution, principalement dans le bassin de Vienne. Matzen, découvert en 1949, était le plus grand gisement onshore européen, avec quelque 500 Mbbl. Le pic de production date de 1955 et le pays ne produit plus que 17 kbbl/j.

### Danemark
Le Danemark est un producteur important grâce à une vingtaine de gisements offshore dans son secteur de la mer du Nord. C'est d'ailleurs le seul pays de l'Union européenne à être encore exportateur net, mais le pic pétrolier a été franchi en 2004 et la production a décliné de près de 10 % en deux ans. Halfdan, mis en production en 1999 (l'un des derniers grands gisements européens, avec 500 Mbbl), a une stratigraphie unique au monde, ne présentant pas à proprement parler de structure-piège : le pétrole est en fait en cours de migration, très lente vue la compacité de son réservoir de craie.

#### Groenland: hors de l'Union mais sous souveraineté danoise
Le Groenland pourrait contenir des réserves importantes, notamment dans la mer de Baffin. Seuls sept puits d'exploration ont été forés jusqu'ici, certains ont montré des traces de pétrole ou de gaz, mais aucun n'a montré d'accumulation commercialement exploitable.

### Espagne
La production espagnole, qui atteignit les 58 000 barils par jour en 1983, est pratiquement tombée à zéro. Quelques efforts d'explorations sont menés notamment en Baie de Cadix.

### France
La France produit environ 21 000 barils par jour (1 % de sa consommation). La production a culminé à 67 000 bbl/j en 1988 ; en 1939, elle représentait 50 000 tonnes de carburant[pas clair]. Le bassin parisien offre une série de petits gisements, notamment en Seine-et-Marne et dans le Loiret. De même, en Aquitaine, il faut signaler le gisement de gaz de Lacq, avec comme sous-produit le soufre, dont l'exploitation est maintenant terminée, et quelques gisements de pétrole dans les Landes de Gascogne, à Parentis et à La Teste-de-Buch. Les deux principaux gisements français sont Parentis et Itteville, avec chacun une production de l'ordre de 2 000 barils par jour.
L'Alsace (géologiquement, le Fossé rhénan) ne produit du pétrole qu'en quantités insignifiantes, mais mérite d'être citée pour des raisons historiques : à Merkwiller-Pechelbronn, du pétrole fut extrait dès la Renaissance (1498). Du pétrole a été localisé au large de l'Aquitaine, mais en quantité trop faible pour un développement rentable. En mer d'Iroise, quelques puits ont été forés, sans résultat jusqu'ici.
Des gisements pétroliers existent dans le Jura, près de Nantua. Ils n'ont jamais été mis en exploitation du fait du coût élevé d'accès à la ressource.
L'exploration continue dans certains régions, particulièrement le golfe du Lion, recevant les sédiments portés par le Rhône, où la compagnie britannique Melrose associée au texan Noble Energy pense trouver du gaz et du pétrole près de Marseille (à 50 kilomètres environ de la côte). En septembre 2011, Total et Shell ont annoncé la découverte de pétrole en Guyane, à 150 kilomètres au nord-est de Cayenne.

### Grèce
Hellenic Petroleum (en grec : Ελληνικά Πετρέλαια / Elliniká Petrélea) est une société pétrolière grecque. Son nom abrégé est Elpe. Elle couvre l'ensemble des activités de la filière, et est productrice d'électricité à partir d'hydrocarbures. Elle occupe la première place dans son secteur en Grèce, et est la sixième valeur de l'Athex 20, le principal indice boursier de la bourse d'Athènes.

### Italie
L'Italie possède des réserves estimées à 600 Mbbl et produit environ 100 kbbl/j, principalement dans le système « Pô-apien » (avec du gaz à Cortemaggiore), en effet le pays possède une centaine de tout petits gisements de gaz biogénique dans la plaine du Pô. De plus, de petites réserves existent en Sicile (Gela) et dans le détroit d'Otrante. Les explorations datent des années 1950, avec l'ENI d'Enrico Mattei. Par ailleurs, quelque 800 Mbep ont été découverts récemment en Italie du Sud (Val d'Agri). La complexité géologique du territoire et la grande profondeur des gisements (nombre d'entre eux sont à plus de 5 000 mètres) explique que, contrairement au reste de l'Europe, l'Italie découvre encore de nouveaux gisements, même en onshore.

### Pays-Bas
Plus au sud, des eaux britanniques jusqu'au nord-ouest de l'Allemagne, s'étend un vaste bassin producteur de gaz, dominé par l'immense gisement de Groningue (onshore), mais là aussi les réserves sont en voie d'épuisement. Groningen, aux Pays-Bas, est un gisement d'importance mondiale, avec des réserves initiales de l'ordre de 17 Gbep. Découvert en 1959, il encouragea l'exploration des environs, puis de la mer du Nord, qui devint la plus grande région pétrolière et gazière entièrement nouvelle à être ouverte après 1945. Le pays possède près de 400 petits gisements (on- et offshore) totalisant quelque 11 Gbep. L'exploration du pays est à peu près terminée. Les réserves de pétrole, très modestes (un peu plus d'un Gb), sont largement entamées.
Les Pays-Bas fournissent encore aujourd'hui près de 15 % du gaz consommé par l'UE, mais leur contribution se réduit progressivement. Pour l'aider à conserver son rôle de place tournante du marché européen, le pays prévoit construire un terminal d'importation de GNL. À terme, les gisements de gaz épuisés du pays pourraient être utilisés pour l'emprisonnement du CO2 à grande échelle.

### Roumanie
La Roumanie fut en 1857 et 1858 le premier pays producteur de pétrole au monde[Information douteuse].
La production de pétrole à l'échelle industrielle en Roumanie remonte à 1857, lorsque la première raffinerie de pétrole systématique au monde a commencé à fonctionner à Ploiesti. Les premiers raffineurs de pétrole utilisaient des feux de bois pour commencer le processus de séparation du pétrole brut en différents produits pétroliers. Grâce à ses abondants gisements de pétrole, la Roumanie put se vanter d'une autre première mondiale lorsque sa capitale, Bucarest, fut illuminée par des centaines de lanternes à kérosène en 1857. Le kérosène à combustion propre a remplacé les huiles végétales, fuligineuses et plus chères, utilisées jusque-là.
Au début des années 1900, les gisements de pétrole roumains ont attiré des investisseurs des États-Unis, de Grande-Bretagne, des Pays-Bas et d'autres pays industrialisés. Le géant pétrolier Royal Dutch Shell se procurait près d'un cinquième de son pétrole dans les champs pétrolifères roumains avant la Première Guerre mondiale.
La Roumanie fut ainsi un objectif stratégiquement vital lors des deux Guerres mondiales. Pendant la Première Guerre mondiale, la Roumanie a détruit des centaines de puits de pétrole dans une tentative infructueuse d'empêcher qu'ils ne soient utilisés par l'avancée des forces allemandes et austro-hongroises. Pendant la Seconde Guerre mondiale, les champs pétrolifères roumains massivement étendus étaient une source d'énergie vitale pour les navires, les chars, les avions et les sous-marins de la machine de guerre nazie. La Roumanie a été alliée aux nazis de 1940 à 1944. À l'été 1943, les forces alliées lancèrent un raid aérien sur les champs pétrolifères roumains autour de Ploiesti dans le but de perturber les opérations de guerre d'Hitler. Le raid s'est avéré extrêmement coûteux. Cinquante-trois avions et 660 membres d'équipage ont été perdus et l'opération a eu peu d'impact sur la production des champs pétrolifères roumains.
Après la Seconde Guerre mondiale, la production de pétrole en Roumanie a augmenté jusqu'aux années 1970, lorsque les puits ont commencé à se tarir. Depuis lors, la production pétrolière de la Roumanie est entrée dans une forte baisse et, aujourd'hui, le pays importe la majeure partie du pétrole qu'il consomme. Une vaste infrastructure de raffinerie existe toujours dans le pays grâce à ses années de boom pétrolier.
Avec une production de 115 kbbl/j et plus d'un Gbbl en réserve[Quand ?], la Roumanie reste néanmoins un pays pétrolier non négligeable même aujourd'hui.[réf. nécessaire] Les champs pétrolifères roumains étaient pour la plupart situés dans les contreforts des Alpes de Transylvanie, juste au nord de Bucarest. Le bassin pannonien, auquel la Roumanie doit beaucoup de ses hydrocarbures, s'étend aussi en Hongrie, qui produit quelque 16 000 barils par jour[réf. nécessaire][Quand ?].
La Roumanie a également exploité des quantités importantes de gaz naturel de ses territoires et est devenue le premier pays d'Europe à exporter cette ressource.

### Suède, Lituanie et Pologne
La mer Baltique a globalement déçu en matière pétrolière, mais de petits gisements de pétrole et de gaz sont exploités sur l'île de Gotland (Suède), au large de Kaliningrad, en Lituanie et au large de la Pologne. Ce pays a une histoire pétrolière très ancienne, le gisement de Bobrka (Carpates occidentales) produisit du pétrole vers 1860. Un gisement plus grand, Boryslaw (actuellement en Ukraine), fut trouvé en 1894. Grâce à lui la production du pays culmina à 41 kbbl/j en 1909 (premier pays au monde à franchir le pic pétrolier). Actuellement, elle est de 25 kbbl/j et pourrait augmenter grâce à deux nouveaux gisements découverts en 2003.

## Tableau de synthèse
|             | Déjà produit       | Restant            | Production 2005    | Production 2005  | Consommation    |
| ----------- | ------------------ | ------------------ | ------------------ | ---------------- | --------------- |
| Unité       | Gbbl               | Gbbl               | kbbl/j             | kbbl/j           | kbbl/j          |
| Inclut :    | Brut conventionnel | Brut conventionnel | Brut conventionnel | LGN + condensats | Produits finis' |
| Total       | 57                 | 35 à 45            | ~5000              | ~700             | 16600           |
| Norvège     | 19,5               | 10 à 15            | 2550               | 400              | 210             |
| Royaume-Uni | 22                 | ~10                | 1600               | 200              | 1750            |
| Roumanie    | 6                  | ~3                 | 110                | négl.            | 212             |
| Danemark    | 1,8                | ~2                 | 380                | négl.            | 190             |
| Ukraine     | 2,8                | ~2                 | 75                 | 10               | 340             |
| Allemagne   | 2                  | <1                 | 68                 | 0                | 2 650           |

Le continent européen est globalement fortement importateur de pétrole et, si l'on se restreint à l'Union européenne, dont la Norvège n'est pas membre, la production « tous liquides » n'est que de 2,4 Mbep/j environ et en déclin rapide, pour 14,8 Mbep/j de consommation.
|                 | Prod. 2007 | Prod. 2007 | Prod. 2007 | Consommation 2007 | Consommation 2007 | Production cumulée | Production future |
| --------------- | ---------- | ---------- | ---------- | ----------------- | ----------------- | ------------------ | ----------------- |
| Unité           | 109 m3/an  | kbep/j     | Tend.5 ans | 109 m3/an         | kbep/j            | 109 m3             | 109 m3            |
| Total           | 304        | 5000       | -0,5 %     | 600               | 10000             |                    | ~10000            |
| Norvège         | 90         | 1450       | 6,5 %      | 4,3               | 70                | 1230               | 4800              |
| Pays-Bas        | 64         | 1040       | 1,4 %      | 37                | 600               | 2700               | 1250              |
| Grande-Bretagne | 72         | 1170       | -7 %       | 91                | 1470              | 2000               | 970               |
| Ukraine         | 19         | 310        | 1,7 %      | 64                | 1040              |                    | 1000              |
| Roumanie        | 11,6       | 190        | -3 %       | 16,4              | 260               | 1200               | 630               |
| Allemagne       | 14.3       | 230        | -4 %       | 82,7              | 1380              | 800                | 140               |
| Italie          | 8,9        | 140        | -8 %       | 77,8              | 1260              | ~700               | 90+               |
| Danemark        | 9,2        | 150        | 2 %        | 4,6               | 70                |                    | 120+              |

Notes :
- La "tendance 5 ans" est le taux de croissance annuel moyen sur 5 ans.
- Les chiffres de production viennent de BP (BP statistical report 2008).
- Il faut 160 × 109 m3 pour faire un milliard de barils équivalent pétrole. Ainsi, par exemple les réserves de la Norvège (4 800 × 109 m3) équivalent à 30 milliards de barils de pétrole.
- La production de gaz s'entend nette, c'est-à-dire qu'elle n'inclut pas le gaz réinjecté dans les gisements (et pouvant donc être extrait à nouveau).
- les chiffres de réserve viennent pour de sources officielles nationales, comme le Norske Oljedirektoratet ou de Departement of Trade and Industry et de l'ASPO. Pour la Grande-Bretagne, le chiffre de 970 est l'estimation la plus haute ("maximem") du Departement of Trade and Industry'.

## Sources

## Compléments